# 2e cérémonie des International Indian Film Academy Awards
La 2e cérémonie des International Indian Film Academy Awards s'est déroulée en 2001, et a récompensé les performances des artistes du cinéma indien.

## Palmarès

### Récompenses populaires
| Catégorie                               | Lauréat                                                                       |
| --------------------------------------- | ----------------------------------------------------------------------------- |
| Meilleur film                           | Kaho Naa... Pyaar Hai de Rakesh Roshan                                        |
| Meilleur réalisateur                    | Rakesh Roshan (Kaho Naa... Pyaar Hai)                                         |
| Meilleur acteur                         | Hrithik Roshan (Kaho Naa... Pyaar Hai)                                        |
| Meilleure actrice                       | Karisma Kapoor (Fiza)                                                         |
| Meilleur acteur dans un second rôle     | Amitabh Bachchan (Mohabbatein)                                                |
| Meilleure actrice dans un second rôle   | Jaya Bachchan (Fiza)                                                          |
| Meilleur acteur dans un rôle de méchant | Sushant Singh (en) (Jungle)                                                   |
| Meilleur acteur dans un rôle comique    | Paresh Rawal (Hera Pheri (en))                                                |
| Meilleur compositeur                    | Rajesh Roshan (en) (Kaho Naa... Pyaar Hai)                                    |
| Meilleur parolier                       | Javed Akhtar (Refugee)                                                        |
| Meilleur chanteur de playback           | Lucky Ali (en) pour la chanson « Ek Pal Ka Jeena » (Kaho Naa... Pyaar Hai)    |
| Meilleure chanteuse de playback         | Alka Yagnik pour la chanson « Kaho Naa... Pyaar Hai » (Kaho Naa... Pyaar Hai) |

### Récompenses spéciales
- Contribution précieuse au cinéma indien : Waheeda Rehman

### Récompenses techniques
| Catégorie                          | Lauréat                                                             |
| ---------------------------------- | ------------------------------------------------------------------- |
| Meilleure direction artistique     | Nitin Chandrakant Desai (en) (Josh)                                 |
| Meilleure photographie             | Binod Pradhan (Refugee)                                             |
| Meilleur montage                   | Sanjay Verma (Kaho Naa... Pyaar Hai)                                |
| Meilleure chorégraphie             | Farah Khan pour Kaho Naa... Pyaar Hai                               |
| Meilleure histoire                 | Aditya Chopra (Mohabbatein)                                         |
| Meilleur scénario                  | Honey Irani (Kya Kehna)                                             |
| Meilleurs dialogues                | O. P. Dutta (en) (Refugee)                                          |
| Meilleure musique d'accompagnement | Amrik Gill (Hum Dil De Chuke Sanam) et Aadesh Shrivastava (Refugee) |
| Meilleurs costumes                 | Manish Malhotra et Karan Johar (Mohabbatein)                        |
| Meilleur son (film)                | Satish Gupta (Kaho Naa... Pyaar Hai)                                |
| Meilleur son (chanson)             | Sona Chaudhary pour la chanson « Jungle » (Jungle)                  |
| Meilleur doublage                  | Hitendra Ghosh (Jungle)                                             |
| Meilleurs effets spéciaux          | Rajtaru Videosonic Limited (Phir Bhi Dil Hai Hindustani)            |